# أرماندو فياريال
أرماندو فياريال (مواليد 1985 أو 1986)  هو حكم كرة قدم أمريكي. أدار بعض المباريات في الدوري الأمريكي لكرة القدم منذ عام 2012 وأُضيف إلى قائمة الحكام الدوليين للفيفا عام 2015.